# Alena tenochtitlana
Alena tenochtitlana är en halssländeart som först beskrevs av U. Aspöck och H. Aspöck 1978.  Alena tenochtitlana ingår i släktet Alena och familjen ormhalssländor. Inga underarter finns listade i Catalogue of Life.